# Park-šuma Jelenovac
Park-šuma Jelenovac, park-šuma u Hrvatskoj i jedna od 17 park-šuma na prostoru Grada Zagreba. Prostire se na sjeveru Zagreba. Ukupna površina ove park-šume iznosi 48 ha.
Kompleks park-šume Jelenovac nalazi se između park-šume Vrhovec sa zapadne strane i park-šume Pantovčak s istočne strane, na nadmorskoj visini od 135 m n.m. do 238 m n.m. Pripada istoimenom mjesnom odboru Jelenovac u gradskoj četvrti Črnomerec.

## Zajednički opis i procjena s park-šumom Vrhovec
Prosječna drvna zaliha iznosi 314,82 m3/ha, a prirast 5,97 m3/ha. To su mješovite sastojine u kojima u omjeru smjese dominiraju hrast kitnjak, bukva, grab i bagrem. Primiješani su lipe, kesten, jasen, voćkarice i breza. Sastojine treba njegovati proredom uz posebnu pažnju formiranja strukture, zbog ponegdje pregustih sastojina, omjera smjese zbog bagrema, prostornog rasporeda zbog izrazitih grupa stabala, okomite strukture posebno formiranja i njege podstojne etaže, uzgojnog oblika vađenjem stabala iz panja i na klizišta, zbog podržavanja jače pokrovnosti. U starim sastojinama u kojima se nalaze fiziološki oslabljena stabla provoditi kombiniranu obnovu na malim površinama uz oplodne i rubne sječe. Državnih šuma u Park-šumi Jelenovac je 33,41 ha, privatnih 15,49 ha, ostalih površina 5,60 ha. Prosječna drvna zaliha je 314,82 prostornih metara po hektaru. Prosječni godišnji tečajni prirast je 5,97 prostornih metara po hektaru.